# Straight edge

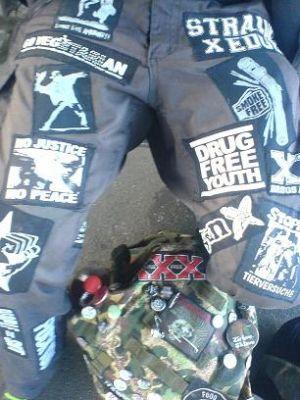
Membros do movimento straight edge podem escolher demonstrar as causas que apóiam.

Straight edge (do inglês "borda reta", ou "fronteira reta" em uma tradução livre) é uma subcultura e subgênero do hardcore punk que surgiu nos anos 80. Ele defende a total e perene abstinência em relação a entorpecentes (tabaco, álcool e as chamadas drogas ilícitas). 
O precursor do movimento foi a mundialmente famosa banda de hardcore Minor Threat. Os "straight-edges" não se identificam, em geral, com uma visão de mundo particular sobre temas sociais ou políticos, embora muitos deles defendam posições como o anarquismo, vegetarianismo, veganismo, sustentabilidade e outros movimentos ecológicos e/ou ambientais. Entre bandas declaradamente straight-edgers podemos citar, além do próprio Minor Threat, outras bandas precursoras como State of Alert, Government Issue, The Faith, 7 Seconds, SSD, DYS, Negative FX, Cause for Alarm, Banda Alaska e The Abused. E também Youth of Today, Teen Idles, Rise Against, Gorilla Biscuits, Lärm, Bold, To See You Broken, Stick To Your Guns, etc. E alguns artistas que são conhecidos por declararem abertamente serem Straight Edge, como CM Punk, James Hetfield (Metallica), Tommy Green (Sleeping Giant), Beau Bokan (Blessthefall), Jona Weinhofen (I Killed The Prom Queen), Max Cavalera (Soulfly), Winston McCall (Parkway Drive), Alissa White-Gluz (Arch Enemy), Juninho (Ratos de Porão) etc.
Straight edge (às vezes abreviado para "sXe" ou "SxE") pode ser definido como uma contracultura, modo de vida, ou como uma forma de resistência, abstendo-se de substâncias psicoativas, lícitas ou ilícitas. A ideia surgiu com o início da cultura punk, entre jovens de culturas distintas que simplesmente não viam sentido em fazer o uso de drogas ou de bebidas alcoólicas para se divertir.
Existem inúmeras razões pelas quais alguém pode escolher se tornar um Straight Edge. A ideia dominante entre os que se identificam com o movimento é a de que a consensualização e generalização atual do uso de substâncias alteradoras do humor contribui para a anestesia política e contenção da contestação. Alguns membros também defendem que desta forma estão protegendo sua saúde física e mental. Quem adota esta postura procura geralmente uma forma de resistir, através da contracultura, à pressão social que incentiva a alienação pelo consumo de substâncias entorpecentes.
Uma parte considerável dos straight-edgers também é vegetariano ou vegano, ainda que muitos não vejam uma ligação direta entre estes dois ideários e o movimento Straight Edge. Da mesma forma, muitos edgers optam pelo ateísmo. Entre os que optam pelo teísmo, muitos seguem religiões orientais como o movimento Hare Krishna (Vaishnava), que tem relação com as origens do Straight Edge através de bandas como o Youth of Today. Em correntes minoritárias, ideologias antifascistas, socialistas e religiosas, assim como pontos de vista de extrema direita também podem estar presentes, sendo, em geral, não tão bem vistos pelos straight-edgers "tradicionais". Qualquer que seja a posição, cada integrante, ou "edger", assumirá total responsabilidade por seus atos.

## Simbolismo do "X"
No livro "Our Band Could Be Your Life", MacKaye coloca que ele e seus amigos perdiam shows de suas bandas favoritas porque nas casas de espetáculos que elas tocavam eram servidas bebidas alcoólicas, e os menores de 21 anos não podiam permanecer nesses locais em Washington D.C., (EUA).  A banda de MacKaye, Teen Idles, fez uma turnê na costa oeste estadunidense em 1980. Em São Francisco no Mabuhay Gardens, o dono do clube teve a boa ideia de marcar um grande "X" nas mãos dos adolescentes com uma caneta permanente, de modo a prevenir ao barman que aqueles indivíduos não tinham a maioridade exigida para consumo de álcool. Quando retornaram a Washington, MacKaye deu a sugestão a vários donos de casas de show da área, para igualmente permitirem a participação dos adolescentes de sua região nos shows, sem que consumissem álcool. Com o tempo, os adeptos da filosofia straight edge começaram a usar o "X" até fora dos bares, e mesmo depois de completarem a idade legal para beber. Assim, ele acabou se tornando o símbolo do movimento (especialmente na versão "três xis").
Algumas pessoas interpretam os três "X" como "corpo, mente e alma". Outros, como o símbolo da letra da música "Out of step" do Minor Threat: "I don't drink, I don't smoke, I don't do drugs - At least I can fuckin' think! [...]" ("Eu não bebo, eu não fumo, eu não me drogo - Pelo menos eu consigo pensar, porra!"). Na verdade, os "três xis" (XXX) tiveram sua origem em um trabalho artístico feito pelo baterista do Minor Threat, Jeff Nelson, no qual foram substituídas as três estrelas da bandeira da cidade natal da banda (Washington D.C.) pelos "xis", usados na capa da coletânea "Flex Your Head", lançada pela Dischord Records em 1982.
É muito comum ver edgers com o símbolo do "X" tatuado especialmente na mão, ou ainda vê-lo pintado nas roupas, ou fixo nelas na forma de buttons, patches, etc…  No entanto, alguns edgers preferem não utilizar o "X", por vários motivos, dentre eles o de fugir da auto-rotulação.
O "X" é considerado principalmente uma marca de negação e de identidade. Colocá-lo no início e no fim de um nome pessoal ou de banda é uma prática comum entre os edgers como forma de identificação. Por causa disso, algumas pessoas veem o X como um rótulo, ou como uma espécie de segregação ou elitismo. Na verdade, desenhá-lo é simplesmente algo contra-cultural para os adeptos da filosofia, assim como os rebites e moicanos da cultura punk.
Outro símbolo utilizado é o "xVx" (Vegan Straight Edge), símbolo utilizado pelos edgers que também se abstêm do consumo de carnes e outros derivados de origem animal, tanto no âmbito alimentar quanto para uso (bolsas, sapatos, roupas, etc).

## Origens
O EP dos Teens Idle', “Minor Disturbance”, lançado pela influente Dischord Records em 1980, trazia duas mãos com o “X” na capa. Este EP marcou o inicio do que viria a ser a cena straight edge dentro do hardcore e do punk.
A origem do termo “straight-edge” é comumente creditada à banda Minor Threat, que o teria cunhado em meados dos anos 80. De fato, boa parte do modo de vida straight edge está definido em letras do Minor Threat como “Out of Step” e a própria “Straight Edge”. Entretanto, o “movimento” em si, nunca foi defendido pelo cantor Ian Mackaye, que achava que eram apenas escolhas pessoais que cada um fazia para sua própria vida e que ele fez para sua própria. Existem evidências de que o termo "straight edge" tenha sido usado para indicar um estilo de vida vegetariano ou vegano em algum momento do século XX. De acordo com artigos do BoingBoing  e Beatrice.com , existia um restaurante de comida vegetariana chamado "Straight Edge Kitchen" em Greenwich, Nova York e também existem fotos e ilustrações de 1906 de um jornal chamado New York World documentando um grupo de “straight edgers” comendo no restaurante. 

## Cena
A cena hardcore, berço do straight edge, sempre foi vista como a de pessoas unidas com o propósito de fazer uma música rápida e anti-reacionária, na esperança de remodelar a sociedade que eles consideravam opressora. Ao menos a maioria das bandas de hardcore compartilham alguns destes temas em suas letras, políticas e atitudes que podem ir da direita para a distante esquerda, de extremos a moderados e da hostilidade para a hospitalidade.

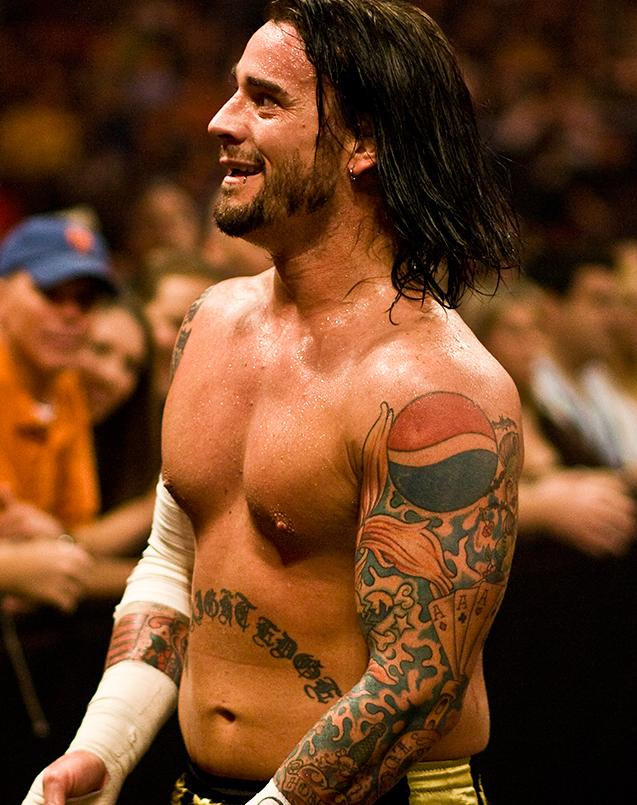
O lutador da World Wrestling Entertainment CM Punk foi o primeiro wrestler a mostrar esse modo de vida à WWE

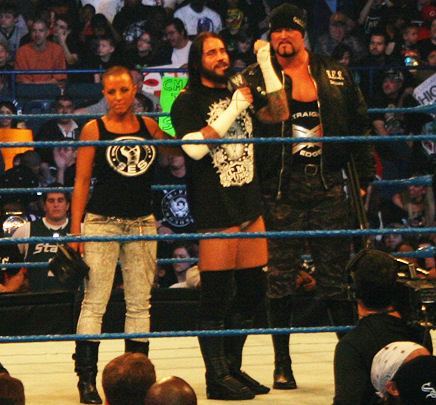
Nessa imagem ele(CM Punk) está com sua equipe denominada Straight Edge Society

O início do movimento em Washington fazia um apanhado de todos os conceitos que flutuavam na mente das pessoas na cena “underground” da cidade, exatamente como tantos outros movimentos jovens.
A “primeira leva” do movimento straightedge se centralizou ao redor de Washington (Minor Threat, G.I., Faith) e Boston (SSD, DYS) de 1981-83. Posteriormente, novas levas de bandas surgiram em todas as partes dos Estados Unidos e do mundo, se intitulando e propagando o modo de vida Straight Edge.

### Cena no Brasil
O movimento chegou ao Brasil aos poucos. Durante os anos 80, a postura era rara, mas presente em alguns indivíduos dentro da cena punk. O primeiro registro de algo relacionado ao straight edge no país é a foto na contracapa da coletânea "Grito Suburbano", o primeiro disco punk lançado no Brasil (em 1982), do vocalista do Olho Seco, Fábio Sampaio, com um “X” pintado na mão.
Em 1989 foi formada em São Paulo a primeira “banda straight edge” nacional, o Energy Induct, que entretanto não chegou a gravar ou fazer shows. Um de seus membros fundou anos depois o fanzine e selo Liberation e integrou a banda Point of No Return. 
Os primeiros exemplos inteiramente straight edge no Brasil só apareceram em 1993, na própria São Paulo, com as bandas Positive Minds (depois Self Conviction) e Personal Choice. Todas essas bandas compartilharam membros, e alguns deles formariam em 1996 o Point of No Return, que durante sua existência foi a mais conhecida e atuante banda straight edge do país. Conforme surgiam as bandas, os membros e amigos (muitos ligados ao coletivo anarquista Juventude Libertária) passaram a organizar shows independentes, evitando bares e casas noturnas e inserindo algumas vezes atividades paralelas culturais e políticas. Estes shows foram o embrião da Verdurada, principal evento da cena “Straight Edge” nacional desde 1996, que na época ocorria nos fundos de uma residência do bairro paulistano do Jabaquara, mudando-se através dos anos para diversos galpões pela cidade, ocorrendo atualmente no Galpão do Jabaquara.
Em 1998 ano surgiu a banda Infect, formada por 5 garotas que tocavam um hardcore rápido e pesado, algo ainda inusual para garotas na época. O Infect tratava em suas letras de temas como direito ao aborto, vegetarianismo e straight edge, por exemplo, tendo muito destaque dentro da cena no país. Seu material também foi lançado na Europa e nos Estados Unidos.
Em 1999 surgiu no Rio de Janeiro a banda de metalcore Confronto, fazendo muito sucesso na cena straight edge brasileira, tendo feito já 4 turnês pela Europa. Recentemente, foi lançado um DVD de 10 anos de carreira gravado no lendário Galpão do Jabaquara, com uma apresentação histórica ao lado das bandas Sepultura e Torture Squad no Festival Tomarock em Duque de Caxias.
Outra banda feminina que acrescentou muito à cena edger nacional, com letras feministas, anticapitalistas, vegetarianas e ambientalistas foi a One Day Kills.  Surgida no ano de 2000, era formada por seis garotas que faziam um hardcore muito pesado com dois vocais guturais. Em seu site até hoje é possível encontrar textos que expressam a visão política que elas tinham com relação aos temas citados acima. As duas bandas fizeram shows inesquecíveis no festival Verdurada.
A já citada Verdurada é um evento paulistano que mistura shows (na maioria das vezes de hardcore/punk) com palestras, exposições e vídeos sobre temas políticos, culturais, ecológicos ou que sejam considerados relevantes por algum motivo. Alguns dos princípios básicos da organização são o não consumo e venda de álcool e cigarros dentro do local e o "faça você mesmo (auto-organização, sem grandes empresas patrocinadoras). O evento é realizado por um coletivo formado por pessoas ligadas à cena hardcore/straight edge. Com o tempo, diversos grupos copiaram o formato gerando diversos eventos independentes, como os Libfests (ligado à gravadora inicialmente straight edge, Liberation), Pirituba Terror, Animal Liberation Fest, entre outros.